# 近接場磁気光学顕微鏡
近接場磁気光学顕微鏡（きんせつばじきこうがくけんびきょう、Magneto-optical Scanning Near field Optical Microscopy : MO-SNOM）は走査型近接場光学顕微鏡の一形式。

## 概要
走査型近接場光学顕微鏡(SMOM)の一種で試料表面の形状や磁束の分布を可視化するために使用される。
磁気材料における磁気光学効果による光の偏光度を解析するための光学系が透過型のSNOMに付加されている。入射光であるレーザー光は音響光学変調器（AOM）で15kHzで明滅して偏光子で直線偏光にされた後でシングルモード・光ファイバー探針へ導かれ、探針が備えられるカンチレバーの背面には反射鏡があり、光てこ法を利用した探針-試料間距離の制御が行われ、探針は音響光学変調器（AOM）の明滅と同期して振動するように圧電素子により加振される。探針の先端にある開口部から照射された光は試料透過後に偏向成分に影響を与えずにダイクロイックミラーで光路が変更されて、試料内部でファラデー効果(磁気旋光)により影響を受けた偏光成分は検光子で分離されて、レーザ光の波長成分のみが透過してノイズ光を除去する光学フィルターを経て、その光強度が光電子増倍管で電気信号に変換され、さらにロックインアンプで探針の加振信号と同期検波で信号雑音比が向上する。X-Yテーブルにより試料表面を2次元的に走査してロックインアンプからの出力をプロットして、磁気光学像が得られ、同時に光てこ法を利用した探針-試料間制御の信号から試料表面の形状像が得られる。

## 特徴
- 比較的簡単な装置構成で高真空、高電圧を必要とせずに100nm以下の微小領域の磁化状態を観察可能
- 試料の磁化に関する情報を直接得られる

## 用途
- Pt/Co人工格子薄膜のような光磁気ディスクの磁気薄膜に記録された磁気パターンの観察